# Günter Schlierkamp
 Gunter Schlierkamp (Olfen, Renania del Norte-Westfalia; 2 de febrero de 1970) es un culturista profesional alemán.

## Biografía
Nació en Olfen, Renania del Norte-Westfalia, donde creció en una granja. En 1996 se trasladó a vivir a EE. UU., y contrajo matrimonio, pero se divorció en 2003. Cuatro años más tarde, se casó con la entrenadora personal Lyon Kim.
A principios de la década del 2000, concretamente en 2002, terminó superando en varias competiciones al dominador del culturismo profesional de la época, Ronnie Coleman. En aquella época trabajaba con el legendario entrenador Charles Glass.
Después de obtener un cuarto lugar en el Mr. Olympia de 2005, volvió a entrenar con Glass en 2002, con la esperanza de ganar posiciones para el Mister Olympia 2006. Sin embargo, Schlierkamp no logró mejorar con respecto al año anterior y terminó en un decepcionante décimo lugar. A partir de entonces, no ha logrado mantener el nivel de su mejor época.
Debido a su actitud cercana y permanente sonrisa, Schlierkamp es uno de los culturistas profesionales más populares y con más seguidores. En 2006, apareció en la comedia americana Beerfest, lanzada por el grupo Roto Lizard.

## Palmarés
- Campeonato alemán 1990, Ganador general
- 1990 Campeonato alemán, 1.º Junior Tall
- 1992 Campeonato de Europa Amateur, 1.º IFBB, peso pesado
- 1992 Campeonato alemán, 1.º pesado
- 1993 Campeonato Mundial Aficionado - IFBB 1.º, pesado
- 1994 Gran Premio de Inglaterra - IFBB 8.º
- 1994 Gran Premio de Alemania - IFBB 8.º
- 1994 Mister Olympia - IFBB 19.º
- 1995 Canadá Pro Cup - IFBB 2.º
- 1995 Gran Premio de Ucrania - IFBB 10.º
- 1996 Arnold Classic - IFBB 11.º
- 1996 Noche de Campeones - IFBB 11.º
- 1996 San José Pro Invitational - IFBB 9.º
- 1997 Canadá Pro Cup - IFBB 6.º
- 1997 Ironman Pro Invitational - IFBB descalificado
- 1997 Noche de Campeones - IFBB 9.º
- 1997 San José Pro Invitational - IFBB 11.º
- 1998 Gran Premio de Finlandia - IFBB 6.º
- 1998 Gran Premio de Alemania - IFBB 6.º
- 1998 Noche de Campeones - IFBB 10.º
- 1998 Olympia - IFBB 15.º
- 1998 San Francisco Pro Invitational - IFBB 9.º
- 1998 Toronto Pro Invitational - IFBB 6.º
- 1999 Arnold Classic - IFBB 9.º
- 1999 Ironman Pro Invitational - IFBB 5.º
- 2000 Ironman Pro Invitational - IFBB 4.º
- 2000 Arnold Classic - IFBB 6.º
- 2000 Joe Weider PRO DE LA COPA MUNDIAL 6.º
- 2000 Gran Premio de Inglaterra 4.º
- 2000 MR OLYMPIA 12.º
- 2001 Toronto Pro 6.º
- 2001 Noche de Campeones XXIII 9.º
- 2001 Mister Olympia 15.º
- 2001 Gran Premio del Reino Unido 10.º
- 2002 Mister Olympia 5.º
- 2002 GNC demostración de fuerza 1.º
- 2003 Mister Olympia 5.º
- 2003 Gran Premio Inglés 3.º
- 2003 Gran Premio de los Países Bajos 4.º
- 2003 GNC demostración de fuerza 5.º
- 2004 Arnold Schwarzenegger Classic 4.º
- 2004 Mister Olympia 6.º
- 2005 Mister Olympia 4.º
- 2006 Mister Olympia 10.º